# Yvrencheux
 Yvrencheux  es una población y comuna francesa, en la región de Alta Francia, departamento de Somme, en el distrito de Abbeville y cantón de Rue.

## Demografía
| Gráfica de evolución demográfica de Yvrencheux entre 2006 y 2018 |
|                                                                  |

Fuentes: INSEE.